# Syrphoctonus maculifrons
Syrphoctonus maculifrons là một loài tò vò trong họ Ichneumonidae.